# 第64回オールスター競輪
第64回オールスター競輪（だいろくじゅうよんかいオールスターけいりん）は、2021年8月10日から15日まで、いわき平競輪場にて開催された、競輪のGI競走である。優勝賞金は4,694万円（副賞込み）。
2004年大会以来17年ぶりに6日制に戻り、また、この大会としては史上初となるナイター（全日程で第1Rは15時台に発走）での開催となった。

## レースプログラム
第1日から第3日は10レース、第4日から第6日は11レースが行われた。大会2日目と3日目の11Rには、ガールズケイリンコレクションが行われた。
6日間で各5走。うち1次予選では各2走して、着順に応じたポイントの合計上位選手が、4日目の2次予選に進出した（1 - 9位はシャイニングスター賞に進出）。
| ポイント                | 1着 | 2着 | 3着 | 4着 | 5着 | 6着 | 7着 | 8着 | 9着 | 棄権 |
| ----------------------- | --- | --- | --- | --- | --- | --- | --- | --- | --- | ---- |
| ドリームレース（DRM）   | 18  | 17  | 16  | 15  | 14  | 13  | 12  | 11  | 10  | 8    |
| オリオン賞レース（ORI） | 15  | 14  | 13  | 12  | 11  | 10  | 9   | 8   | 7   | 5    |
| 一次予1                 | 10  | 9   | 8   | 7   | 6   | 5   | 4   | 3   | 2   | 1    |
| 一次予2                 | 13  | 11  | 10  | 9   | 8   | 7   | 6   | 5   | 4   | 1    |

|     | 10（火）  | 11（水）  | 12（木）  | 13（金） | 14（土） | 15（日） |
| --- | --------- | --------- | --------- | -------- | -------- | -------- |
| 1R  | 1次予選 1 | 1次予選 1 | 1次予選 2 | 一般     | 一般     | 選抜     |
| 2R  | 1次予選 1 | 1次予選 1 | 1次予選 2 | 一般     | 一般     | 選抜     |
| 3R  | 1次予選 1 | 1次予選 1 | 1次予選 2 | 選抜 1   | 選抜 2   | 特選     |
| 4R  | 1次予選 1 | 1次予選 1 | 1次予選 2 | 選抜 1   | 選抜 2   | 特選     |
| 5R  | 1次予選 1 | 1次予選 2 | 1次予選 2 | 2次予選  | 特選 2   | 特選     |
| 6R  | 1次予選 1 | 1次予選 2 | 1次予選 2 | 2次予選  | 特選 2   | 特選     |
| 7R  | 1次予選 1 | 1次予選 2 | 1次予選 2 | 2次予選  | 特選 1   | 特選     |
| 8R  | 1次予選 1 | 1次予選 2 | 1次予選 2 | 2次予選  | 特選 1   | 特選     |
| 9R  | 1次予選 1 | 1次予選 2 | 1次予選 2 | 2次予選  | 0準決勝0 | 特秀     |
| 10R | 0ＤＲＭ0  | 0ＯＲＩ0  | 1次予選 2 | 2次予選  | 0準決勝0 | 特秀     |
| 11R |           | GA        | GDR       | 0シャイ0 | 0準決勝0 | 0決勝0   |

【注釈】GA＝ガールズアルテミス賞レース、GDR＝ガールズドリームレース（いずれもガールズケイリンコレクション）
第1日〜第3日は10レース、第4日〜第6日は11レース。これらのほか、「ガールズケイリンコレクション」2レース（ガールズドリームレース、アルテミス賞レース）も行われる。

### 勝ち上がり方式
- 第1日・第2日・第3日

「一次予選」 各選手2回（第1日・第2日、第1日・第3日、第2日・第3日の3パターンのうちいずれか）出走し、合計ポイント1位から9位が「シャイニングスター賞」進出、10位から63位が「二次予選」進出。第1日・第2日は9レース、第3日は10レースが行われる。一次予選のうち「ドリームレース」または「オリオン賞レース」ではポイントが優遇される。また、獲得した合計ポイントが同一の場合は、選考順位上位の者が優先される。
「ドリームレース」 ファン投票に基づく選考順位1位から9位による一次予選第1走。初日の最終レースに行われる。
「オリオン賞レース」 ファン投票に基づく選考順位10位から18位による一次予選第1走。2日目の第10レースに行われる。
「ガールズケイリンコレクション　アルテミス賞レース」2日目の最終レース（第11レース）に行われる、女子選手によるファン投票に基づく選考順位8～14位による一発勝負。
「ガールズケイリンコレクション　ガールズドリームレース」3日目の最終レース（第11レース）に行われる、女子選手によるファン投票に基づく選考順位1位から7位による一発勝負。
- 第4日

「二次予選」 合計6レース行われ、各レース1着から3着18名が「準決勝」進出。
「シャイニングスター賞」 二次特別選抜予選として、最終レースに行われる。失格にならない限り、9名全員が「準決勝」進出。
- 第5日

「準決勝」 合計3レース行われ、各レース1着から3着9名が「決勝」進出。
- 第6日（最終日）

「決勝」 最終レース。優勝者には優勝インタビューやウイニングランなどが執り行われる。
「特別優秀」 「決勝」前の合計2レース。「準決勝」各レース4着から7着12名と、第5日「特選（1）」各レース1着から3着6名の計18名により行われる。
「優秀」 「特別優秀」前の合計3レース。「準決勝」各レース8着から9着6名、第5日「特選（1）」各レース4着から9着12名及び第5日「特選（2）」各レース1着から4着8名と5着1名の計27名により行われる。
なお、4日目または5日目に「一般」を走った者は最終日を待たずに強制的に（失格はなくても）途中帰郷（「お帰り」）させられる。

## 決勝戦

### 競走成績
- 8月15日（日）第11レース[3][4][5][6]
- 誘導員…齋藤登志信（宮城）[7][8]

| 着 | 番 | 選手名     | 齢 | 府県 | 期別 | 級班 | 着差   | 上り | 決ま り手 | S/J H/B | 個人 状況    |
| -- | -- | ---------- | -- | ---- | ---- | ---- | ------ | ---- | --------- | ------- | ------------ |
| 1  | 4  | 古性優作   | 30 | 大阪 | 100  | S1   |        | 11.2 | 差し      |         |              |
| 2  | 2  | 脇本雄太   | 32 | 福井 | 94   | SS   | 1輪    | 11.4 | 逃げ      | JHB     |              |
| 3  | 7  | 守澤太志   | 36 | 秋田 | 96   | SS   | 1/4輪  | 10.9 |           |         |              |
|    |    |            |    |      |      |      |        |      |           |         |              |
| 4  | 3  | 平原康多   | 39 | 埼玉 | 87   | SS   | タイヤ | 11.2 |           |         | 走注（斜行） |
| 5  | 1  | 新田祐大   | 35 | 福島 | 90   | SS   | 微差   | 11.2 |           | S       | 走注（斜行） |
| 6  | 5  | 佐藤慎太郎 | 44 | 福島 | 78   | SS   | 1輪    | 11.0 |           |         |              |
| 7  | 8  | 成田和也   | 42 | 福島 | 88   | S1   | 1身    | 10.9 |           |         |              |
| 8  | 6  | 中川誠一郎 | 42 | 熊本 | 85   | S1   | 1/8輪  | 10.7 |           |         |              |
| 9  | 9  | 深谷知広   | 31 | 静岡 | 96   | S1   | 大差   | 12.6 |           |         |              |

### 配当金額
| 2=4 | 310円 | (1) |

| 2=4=7 | 2,260円 | (7) |

| 4-2 | 640円 | (2) |

| 4-2-7 | 5,280円 | (8) |

| 2=4 | 370円 | (1) |

| 2=4 | 220円 | (1)  |
| 4=7 | 630円 | (9)  |
| 2=7 | 660円 | (11) |

| 4-2 | 690円 | (1) |

## 特記事項
- いわき平でのGI開催は、脇本雄太が制覇した2018年の第61回オールスター競輪以来で、同大会単独としては3年ぶり8度目。

- 今開催はCOVID-19の影響で、当初は事前申し込みによる入場許可証を持つ者のみ入場可能とする入場制限を行った上での開催予定であったが（入場許可証は既に発送済みだった）、福島県といわき市に蔓延防止等重点措置が発令された影響で、開催直前の8月5日に急遽無観客開催に変更となった[11]。また、一部の競輪場[注 2]では当初予定されていた場外発売が取りやめとなった。また、発売を行った場でも、場によっては最大で20時迄で発売を終了する所が出た（新型コロナウイルスに伴う影響）。

- 決勝戦の地上波中継は、テレビ東京《TXN系列 全6局ネット》が20:00 - 20:50に、『こんなところで昼めし旅＠競輪場 第64回オールスター競輪(G1)決勝戦』として放送した[注 3]（BSテレ東でも、同時刻で放送）[12][13]。今回は、同局で平日昼に放送されている番組『昼めし旅 〜あなたのご飯見せてください!〜』とコラボレーションしての放送となった。テレビ東京のスタジオ司会は土田晃之、竹﨑由佳アナ、ゲストは野呂佳代と村上佳菜子、いわき平現地からの解説は中野浩一、実況は板垣龍佑が担当[12]（実況と解説は現地からであったが、レース映像はCS中継を制作したSPEEDチャンネルのものを使用）。なお、地元の福島県ではテレビ東京系列の放送局がないこともあり放送されなかった。

- 初のナイター開催かつ17年ぶりの6日間開催となった今大会の総売上は、117億8382万5600円[注 4]。決勝戦の売り上げは12億7679万7600円であった[注 5]。前回大会同様に無観客での開催であったが五日制だった前回比で100.1%と微増となり、また目標額としていた110億円を上回った[14]。

### 競走データ
- 参加選手のうち、最年少はGI初出場の町田太我（21歳1か月）、最年長は大会32年連続出場の神山雄一郎（53歳4か月）[15]。また、選手選考委員会による推薦枠10名においては、脇本勇希が兄・脇本雄太との同時出場の話題性などが考慮され今回がGI初出場となったほか、2月に長男の龍之介を亡くした成清貴之などが選出された[16]。

- S級S班の9選手は今大会で今年になってから初めて全選手が出場予定であったが、8月6日に郡司浩平の病気欠場が発表され、今大会でも揃うことはなかった。
  - そのうち脇本雄太と新田祐大は、ともに今回のオールスター競輪がこの年の初戦となっただけでなく、開催直前に行われた2020年東京オリンピックの自転車競技ではトラック種目日本代表として出場していたため実質中0日での移動となったが、ファン投票得票上位でドリームレースに選出されたこともあり出場することとなった[17]。

- ドリームレースに出走予定であった郡司浩平の欠場により、初日ドリームレースには当初オリオン賞レースに出走予定であった和田健太郎が、2日目オリオン賞レースには皿屋豊が、それぞれ繰り上がった。なお、ドリームレース、オリオン賞レースともにファン投票の得票順に車番が振り当てられているが、KEIRINグランプリ2020覇者でもある和田健太郎は優勝者特典でドリームレースでは1番車となった。

- 3日目第9レース（1次予選2）で、松本貴治が残り2周のホームストレッチラインに到達する前に誘導員を追い抜いたため、誘導員早期追い抜きにより失格。松本は即日帰郷かつあっせん保留となった。現制度でのビッグレースにおける誘導員早期追い抜きによる失格は、2019年の第28回寬仁親王牌における山崎賢人に次いで2人目[18]。

- 前年に続き、GI初優出の選手はいなかった。古性優作は7回目の挑戦でGI初優勝[19]。ほかに、成田和也は第26回寬仁親王牌以来4年ぶりのGI優出で、もし優勝していれば第64回高松宮記念杯以来8年ぶりであった。また、中川誠一郎は第28回寬仁親王牌以来2年ぶりのGI優出で、もし優勝していれば同年の高松宮記念杯以来であった。